# يفغيني سوكولوف
يفغيني سوكولوف هو منافس ألعاب قوى ليتواني، ولد في 11 يناير 1931.

## وصلات خارجية
- يفغيني سوكولوف على موقع الاتحاد الدولي لألعاب القوى (الإنجليزية)
- يفغيني سوكولوف على موقع اللجنة الأولمبية الدولية (الإنجليزية)
- يفغيني سوكولوف على موقع أوليمبيديا (الإنجليزية)